# Linia (village)
Linia est un village polonais de la voïvodie de Poméranie et du powiat de Wejherowo. Il est le siège de la gmina de Linia et compte environ 1928 habitants. 